# Taguatinga Esporte Clube
Il Taguatinga Esporte Clube, noto anche semplicemente come Taguatinga, è una società calcistica brasiliana con sede a Taguatinga, nel Distretto Federale

## Storia
Il club è stato fondato il 27 gennaio 1964. Il club ha vinto il Campionato Brasiliense per la prima volta nel 1981. Il Taguatinga ha partecipato al Campeonato Brasileiro Série A nel 1982, dove ha terminato all'ultimo posto nel suo gruppo.

## Palmarès

### Competizioni statali
- Campionato Brasiliense: 5

1981, 1989, 1991, 1992, 1993

### Altri piazzamenti
- Campionato Brasiliense:

Secondo posto: 1978, 1985, 1986, 1987, 1990